# Miami Open 2025 - Qualificazioni singolare maschile
Le qualificazioni del singolare maschile del Miami Open 2025 sono state un torneo di tennis preliminare per accedere alla fase finale della manifestazione. I vincitori dell'ultimo turno sono entrati di diritto nel tabellone principale. In caso di ritiro di uno o più giocatori aventi diritto a questi sono subentrati i lucky loser, ossia i giocatori che hanno perso nell'ultimo turno ma che avevano una classifica più alta rispetto agli altri partecipanti che avevano comunque perso nel turno finale.

## Teste di serie
1. Camilo Ugo Carabelli (ultimo turno, lucky loser)
2. Francisco Comesaña (qualificato)
3. Luca Nardi (primo turno)
4. Christopher O'Connell (qualificato)
5. Jacob Fearnley (qualificato)
6. Gabriel Diallo (ultimo turno, lucky loser)
7. Hugo Gaston (ultimo turno, lucky loser)
8. Adam Walton (ultimo turno), lucky loser)
9. James Duckworth (ultimo turno)
10. Aleksandr Ševčenko (ultimo turno)
11. Tseng Chun-hsin (qualificato)
12. Pavel Kotov (ultimo turno)

1. Billy Harris (qualificato)
2. Dušan Lajović (primo turno)
3. Mackenzie McDonald (qualificato)
4. Yannick Hanfmann (primo turno)
5. Brandon Holt (qualificato)
6. Otto Virtanen (primo turno)
7. Taro Daniel (primo turno)
8. Tristan Boyer (ultimo turno)
9. Alexander Ritschard (primo turno)
10. Kamil Majchrzak (primo turno)
11. Adrian Mannarino (primo turno)
12. Tristan Schoolkate (qualificato)

## Qualificati
1. Ethan Quinn
2. Francisco Comesaña
3. Alexander Blockx
4. Christopher O'Connell
5. Jacob Fearnley
6. Brandon Holt

1. Billy Harris
2. Tristan Schoolkate
3. Rei Sakamoto
4. Thiago Agustín Tirante
5. Tseng Chun-hsin
6. Mackenzie McDonald

### Lucky loser
1. Camilo Ugo Carabelli
2. Gabriel Diallo

1. Hugo Gaston
2. Adam Walton

## Tabellone

### Legenda
| - Q = Qualificato - WC = Wild card - LL = Lucky loser | - ALT = Alternate - SE = Special Exempt - PR = Protected Ranking | - w/o = Walkover - r = Ritirato - d = Squalificato |

### Sezione 1
|  | Primo turno | Primo turno          | Primo turno | Primo turno | Primo turno |  |  | Ultimo turno | Ultimo turno         | Ultimo turno | Ultimo turno | Ultimo turno |  |
|  |             |                      |             |             |             |  |  |              |                      |              |              |              |  |
|  | 1           | Camilo Ugo Carabelli | 6           | 3           | 6           |  |  |              |                      |              |              |              |  |
|  |             | Mitchell Krueger     | 2           | 6           | 3           |  |  | 1            | Camilo Ugo Carabelli | 62           | 6            | 2            |  |
|  |             | Ethan Quinn          | 3           | 6           | 6           |  |  |              | Ethan Quinn          | 7            | 3            | 6            |  |
|  | 23          | Adrian Mannarino     | 6           | 4           | 2           |  |  |              |                      |              |              |              |  |

### Sezione 2
|  | Primo turno | Primo turno        | Primo turno        | Primo turno | Primo turno |  |  | Ultimo turno | Ultimo turno       | Ultimo turno       | Ultimo turno | Ultimo turno |  |
|  |             |                    |                    |             |             |  |  |              |                    |                    |              |              |  |
|  | 2           | Francisco Comesaña | Francisco Comesaña | 6           | 6           |  |  |              |                    |                    |              |              |  |
|  | PR          | Michael Mmoh       | Michael Mmoh       | 3           | 4           |  |  | 2            | Francisco Comesaña | Francisco Comesaña | 7            | 7            |  |
|  |             | Shintaro Mochizuki | Shintaro Mochizuki | 7           | 6           |  |  |              | Shintaro Mochizuki | Shintaro Mochizuki | 64           | 5            |  |
|  | 16          | Yannick Hanfmann   | Yannick Hanfmann   | 65          | 4           |  |  |              |                    |                    |              |              |  |

### Sezione 3
|  | Primo turno | Primo turno      | Primo turno    | Primo turno | Primo turno |  |  | Ultimo turno | Ultimo turno     | Ultimo turno     | Ultimo turno | Ultimo turno |  |
|  |             |                  |                |             |             |  |  |              |                  |                  |              |              |  |
|  | 3           | Luca Nardi       | Luca Nardi     | 3           | 64          |  |  |              |                  |                  |              |              |  |
|  |             | Térence Atmane   | Térence Atmane | 6           | 7           |  |  |              | Térence Atmane   | Térence Atmane   | 4            | 4            |  |
|  |             | Alexander Blockx | 3              | 6           | 6           |  |  |              | Alexander Blockx | Alexander Blockx | 6            | 6            |  |
|  | 18          | Otto Virtanen    | 6              | 4           | 3           |  |  |              |                  |                  |              |              |  |

### Sezione 4
|  | Primo turno | Primo turno           | Primo turno           | Primo turno | Primo turno |  |  | Ultimo turno | Ultimo turno          | Ultimo turno          | Ultimo turno | Ultimo turno |  |
|  |             |                       |                       |             |             |  |  |              |                       |                       |              |              |  |
|  | 4           | Christopher O'Connell | Christopher O'Connell | 7           | 6           |  |  |              |                       |                       |              |              |  |
|  | Alt         | Liam Draxl            | Liam Draxl            | 5           | 0           |  |  | 4            | Christopher O'Connell | Christopher O'Connell | 6            | 6            |  |
|  |             | Marco Trungelliti     | 6                     | 5           | 6           |  |  |              | Marco Trungelliti     | Marco Trungelliti     | 2            | 3            |  |
|  | 21          | Alexander Ritschard   | 4                     | 7           | 3           |  |  |              |                       |                       |              |              |  |

### Sezione 5
|  | Primo turno | Primo turno       | Primo turno    | Primo turno | Primo turno |  |  | Ultimo turno | Ultimo turno   | Ultimo turno   | Ultimo turno | Ultimo turno |  |
|  |             |                   |                |             |             |  |  |              |                |                |              |              |  |
|  | 5           | Jacob Fearnley    | Jacob Fearnley | 6           | 6           |  |  |              |                |                |              |              |  |
|  | WC          | Thijs Boogaard    | Thijs Boogaard | 4           | 3           |  |  | 5            | Jacob Fearnley | Jacob Fearnley | 6            | 6            |  |
|  |             | Yasutaka Uchiyama | 3              | 7           | 1           |  |  | 20           | Tristan Boyer  | Tristan Boyer  | 2            | 4            |  |
|  | 20          | Tristan Boyer     | 6              | 62          | 6           |  |  |              |                |                |              |              |  |

### Sezione 6
|  | Primo turno | Primo turno     | Primo turno | Primo turno | Primo turno |  |  | Ultimo turno | Ultimo turno   | Ultimo turno | Ultimo turno | Ultimo turno |  |
|  |             |                 |             |             |             |  |  |              |                |              |              |              |  |
|  | 6           | Gabriel Diallo  | 6           | 63          | 6           |  |  |              |                |              |              |              |  |
|  | PR          | Yosuke Watanuki | 1           | 7           | 3           |  |  | 6            | Gabriel Diallo | 4            | 6            | 5            |  |
|  | WC          | Martin Damm     | 6           | 2           | 2           |  |  | 17           | Brandon Holt   | 6            | 2            | 7            |  |
|  | 17          | Brandon Holt    | 4           | 6           | 6           |  |  |              |                |              |              |              |  |

### Sezione 7
|  | Primo turno | Primo turno  | Primo turno | Primo turno | Primo turno |  |  | Ultimo turno | Ultimo turno | Ultimo turno | Ultimo turno | Ultimo turno |  |
|  |             |              |             |             |             |  |  |              |              |              |              |              |  |
|  | 7           | Hugo Gaston  | Hugo Gaston | 6           | 6           |  |  |              |              |              |              |              |  |
|  |             | Hady Habib   | Hady Habib  | 2           | 4           |  |  | 7            | Hugo Gaston  | Hugo Gaston  | 5            | 2            |  |
|  | WC          | Mikael Ymer  | 7           | 65          | 3           |  |  | 13           | Billy Harris | Billy Harris | 7            | 6            |  |
|  | 13          | Billy Harris | 6           | 7           | 6           |  |  |              |              |              |              |              |  |

### Sezione 8
|  | Primo turno | Primo turno        | Primo turno      | Primo turno | Primo turno |  |  | Ultimo turno | Ultimo turno       | Ultimo turno       | Ultimo turno | Ultimo turno |  |
|  |             |                    |                  |             |             |  |  |              |                    |                    |              |              |  |
|  | 8           | Adam Walton        | Adam Walton      | 6           | 6           |  |  |              |                    |                    |              |              |  |
|  |             | Michail Kukuškin   | Michail Kukuškin | 1           | 4           |  |  | 8            | Adam Walton        | Adam Walton        | 3            | 4            |  |
|  | PR          | Stefano Napolitano | 3                | 7           | 1           |  |  | 24           | Tristan Schoolkate | Tristan Schoolkate | 6            | 6            |  |
|  | 24          | Tristan Schoolkate | 6                | 65          | 6           |  |  |              |                    |                    |              |              |  |

### Sezione 9
|  | Primo turno | Primo turno            | Primo turno            | Primo turno | Primo turno |  |  | Ultimo turno | Ultimo turno   | Ultimo turno   | Ultimo turno | Ultimo turno |  |
|  |             |                        |                        |             |             |  |  |              |                |                |              |              |  |
|  | 9           | James Duckworth        | James Duckworth        | 7           | 7           |  |  |              |                |                |              |              |  |
|  |             | Federico Agustín Gómez | Federico Agustín Gómez | 5           | 5           |  |  | 9            | James Duckwort | James Duckwort | 5            | 65           |  |
|  | WC          | Rei Sakamoto           | 6                      | 65          | 6           |  |  | WC           | Rei Sakamoto   | Rei Sakamoto   | 7            | 7            |  |
|  | 22          | Kamil Majchrzak        | 4                      | 7           | 2           |  |  |              |                |                |              |              |  |

### Sezione 10
|  | Primo turno | Primo turno            | Primo turno            | Primo turno | Primo turno |  |  | Ultimo turno | Ultimo turno           | Ultimo turno           | Ultimo turno | Ultimo turno |  |
|  |             |                        |                        |             |             |  |  |              |                        |                        |              |              |  |
|  | 10          | Aleksandr Ševčenko     | Aleksandr Ševčenko     | 6           | 7           |  |  |              |                        |                        |              |              |  |
|  |             | Lukáš Klein            | Lukáš Klein            | 3           | 65          |  |  | 10           | Aleksandr Ševčenko     | Aleksandr Ševčenko     | 3            | 3            |  |
|  |             | Thiago Agustín Tirante | Thiago Agustín Tirante | 6           | 6           |  |  |              | Thiago Agustín Tirante | Thiago Agustín Tirante | 6            | 6            |  |
|  | 14          | Dušan Lajović          | Dušan Lajović          | 4           | 3           |  |  |              |                        |                        |              |              |  |

### Sezione 11
|  | Primo turno | Primo turno          | Primo turno          | Primo turno | Primo turno |  |  | Ultimo turno | Ultimo turno    | Ultimo turno | Ultimo turno | Ultimo turno |  |
|  |             |                      |                      |             |             |  |  |              |                 |              |              |              |  |
|  | 11          | Tseng Chun-hsin      | Tseng Chun-hsin      | 7           | 6           |  |  |              |                 |              |              |              |  |
|  |             | Alejandro Moro Cañas | Alejandro Moro Cañas | 6           | 2           |  |  | 11           | Tseng Chun-hsin | 6            | 1            | 7            |  |
|  | WC          | Darwin Blanch        | 68                   | 6           | 6           |  |  | WC           | Darwin Blanch   | 4            | 6            | 64           |  |
|  | 19          | Taro Daniel          | 7                    | 0           | 3           |  |  |              |                 |              |              |              |  |

### Sezione 12
|  | Primo turno | Primo turno           | Primo turno | Primo turno | Primo turno |  |  | Ultimo turno | Ultimo turno       | Ultimo turno       | Ultimo turno | Ultimo turno |  |
|  |             |                       |             |             |             |  |  |              |                    |                    |              |              |  |
|  | 12          | Pavel Kotov           | 4           | 6           | 6           |  |  |              |                    |                    |              |              |  |
|  |             | Alexis Galarneau      | 6           | 2           | 1           |  |  | 12           | Pavel Kotov        | Pavel Kotov        | 2            | 2            |  |
|  |             | Nik'oloz Basilashvili | 1           | 7           | 2r          |  |  | 15           | Mackenzie McDonald | Mackenzie McDonald | 6            | 6            |  |
|  | 15          | Mackenzie McDonald    | 6           | 64          | 3           |  |  |              |                    |                    |              |              |  |